# Liste de jeux électroniques Mattel Electronics
Cet article présente une liste des jeux électroniques de poche produits par Mattel Electronics entre 1976 et 1984.
Précurseurs des consoles de jeux portables, ces jeux, compacts et alimentés par des piles, étaient parmi les premiers à proposer une expérience de jeu portable. Ils ont contribué à établir la présence de Mattel Electronics sur le marché du jeu électronique. Forte de son expérience, Mattel Electronics a rapidement élargi son champ d'action pour inclure les consoles de salon avec l'Intellivision, lancée en 1979, qui offrait des jeux plus avancés et des graphismes améliorés.
| Titre                                      | Date de parution | Note | Réf.   |
| ------------------------------------------ | ---------------- | --- | ------ |
| Armor Attack                               | 1983             | Inspiré du jeu sur borne d'arcade Armor Attack de Cinematronics. | [ 1 ]  |
| Armor Battle                               | 1978             | | [ 2 ]  |
| Auto Race                                  | 1976             | Tout premier jeu électronique de poche, à LED colorées, de Mattel. | ,      |
| Backgammon                                 | 1980             | | [ 5 ]  |
| Baseball                                   | 1978             | | [ 2 ]  |
| Basketball                                 | 1978             | | ,      |
| Basketball 2                               | 1979             | | ,      |
| Battlestar Galactica: Space Alert          | 1978             | ou Space Alert ; voir Space Battle. |        |
| Bee Gees Rhythm Machine                    | 1978             | Jouet électronique musical portable, lancé pour surfer sur le succès du film La Fièvre du samedi soir et de ses chansons originales du groupe Bee Gees. Une utilisation remarquée est celle du groupe de musique électronique Kraftwerk pour son single Pocket Calculator | [ 9 ]  |
| Bowling                                    | 1980             | | [ 7 ]  |
| Brain Baffler                              | 1979             | ou Le Défi électronique sur le marché francophone. | ,      |
| BurgerTime                                 | 1982             | | [ 10 ] |
| Classic Football                           |                  | |        |
| Competition Football 2 Players             | 1982             | | [ 11 ] |
| Computer Backgammon                        |                  | | [ 12 ] |
| Computer Chess                             | 1980             | Écrit par Ray Kaestner, avec l'aide du maître FIDE Bruce Pandolfini. Le maître Craig Barnes a également participé à la programmation de la partie heuristique. | ,      |
| Computer Gin                               | 1979             | Écrit par Ray Kaestner. Existe en deux versions. La première propose un jeu de gin moins sophistiqué et un simple blackjack. | ,      |
| Dallas                                     |                  | Jeu de société « hybride », d'après la série télévisée éponyme. Le boitier électronique contrôle les actions du personnage de J. R. Ewing, qui peut tricher. | [ 2 ]  |
| Diet Trac                                  | 1981             | Personal Diet Computer System | [ 11 ] |
| Dungeons & Dragons: Computer Fantasy Game  | 1981             | Programmé par Peter Oliphant (en) ; premier jeu électronique Mattel à exploiter la technologie d'écran LCD. | ,      |
| Dungeons & Dragons Computer Labyrinth Game |                  | ou Dungeons and Dragons : Le Labyrinthe électronique. Jeu « hybride » mélangeant jeu de société sur un plateau sensitif et jeu électronique. Sous licence Donjons et Dragons de TSR Hobbies.                                                                              | ,      |
| The Electronic Connection                  |                  | | [ 2 ]  |
| Flash Gordon                               | 1980             | |        |
| Football                                   | 1977             | Deuxième jeu électronique de poche de Mattel Electronics après Auto Race. | ,      |
| Football II                                | 1978             | | ,      |
| Funtronics: Jacks                          | 1979             | | [ 12 ] |
| Funtronics: Red Light Green Light          |                  | | [ 12 ] |
| Funtronics: Tag                            |                  | | [ 12 ] |
| Gravity                                    |                  | Annoncé sous le nom Catastrophe. |        |
| Guttang Gottong                            | 1982             | voir Loco-Motion |        |
| Hockey                                     |                  | | [ 2 ]  |
| Horoscope Computer                         |                  | | [ 2 ]  |
| Horse Race Analyser                        |                  | | [ 2 ]  |
| I.A.N.                                     | 1980             | |        |
| Jewel Thief                                |                  | ou Voleur de bijou sur le marché francophone | [ 12 ] |
| Long Bomb                                  |                  | | [ 11 ] |
| Master of the Universe                     | 1982             | Licence Les Maîtres de l'univers. | [ 27 ] |
| Mind Boggler                               |                  | |        |
| Missile Attack                             |                  | | [ 3 ]  |
| Ski Slalom                                 | 1980             | reprenant le principe d'Auto Race |        |
| Soccer                                     |                  | | [ 2 ]  |
| Soccer 2                                   |                  | | ,      |
| Speed Freak                                | 1982             | Annoncé sous le nom Formula Racer. | [ 11 ] |
| Star Hawk                                  | 1982             | Annoncé sous le nom Space Battle. Inspiré du titre Star Strike de l'Intellivision. | ,      |
| Sub Chase                                  |                  | | [ 2 ]  |
| Synsonics Drums                            |                  | | [ 11 ] |
| Ticker Tape Fever                          |                  | | [ 12 ] |
| Ultra Dome                                 |                  | |        |
| World Championship Baseball                |                  | | [ 7 ]  |
| World Championship Football                | 1980             | Écrit par Ray Kaestner. | ,      |